# Stenula carinatus
Stenula carinatus is een vlokreeftensoort uit de familie van de Stenothoidae. De wetenschappelijke naam van de soort is voor het eerst geldig gepubliceerd in 1953 door Gurjanova.